# Love to Love You Baby (canción)
«Love to Love You Baby» es el primer y único sencillo del álbum homónimo de la cantante Donna Summer, y el primero en ser lanzado internacionalmente. Se convirtió en uno de los primeros éxitos de la música disco que fue lanzado en forma extensa.

## Información de la canción
En 1975, Summer llevaba ocho años viviendo en Alemania y había participado en varios espectáculos de teatro musical. También publicó un álbum titulado Lady of the Night, escrito por Giorgio Moroder y Pete Bellotte y producido por Bellotte, que le había dado un par de sencillos de éxito. Ella seguía siendo una completa desconocida en su país de origen cuando sugiere las letras para la canción "Love to Love You Baby" a Moroder en 1975. El tornó las letras en una canción disco y le preguntó a Summer si la quería grabar. La letra completa de alguna manera es explícita y Summer dijo que sólo la iba a grabar en un demo para dársela a otra persona. Sin embargo, sus quejidos y gemidos eróticos impresionaron tanto a Moroder que la convenció para lanzarla como su propia canción, y "Love to Love You" se convirtió en un éxito moderado en los Países Bajos.
Una cinta de la canción fue enviada a Neil Bogart, presidente de Casablanca Records en los Estados Unidos y la escuchó en una fiesta en su casa. Él quedó tan impresionado con la canción que siguió escuchándola una y otra vez toda la noche. Más tarde estableció contacto con Moroder y sugirió que el hiciera el tema más largo (en lo posible hasta veinte minutos). Como Summer es algo reservada y ni siquiera estaba segura de las letras, se imaginaba como una actriz (Marilyn Monroe) en la parte de alguien en el éxtasis sexual. Las luces del estudio se apagaron para que Summer estuviera en la oscuridad mientras yacía en el suelo. La grabación final duró más de dieciséis minutos, y contiene sensuales "orgasmos", que según la BBC son alrededor de 23. Fue también en este momento cuando la canción pasó a llamarse "Love to Love You Baby". La canción ocupó toda la primera parte del álbum del mismo nombre, y también fue lanzado como sencillo en 12". Versiones editadas fueron lanzadas como sencillos de 7", y la canción se convirtió en un éxito internacional. Fue lanzado en diciembre de 1975 y rápidamente alcanzó el #2 en el Billboard Hot 100, manteniéndose por dos semanas, y el #1 en la lista dance manteniéndose por cuatro semanas y el #3 en la lista soul. Tras su lanzamiento en enero de 1976 en el Reino Unido la canción alcanzó el #4, a pesar de la negativa de la BBC para promoverla. Summer se llamaría "la primera dama del amor", por su etiquetado carácter sexual, imagen de fantasía con la cual ella lucha para liberarse.
Casablanca Records se hizo cargo de la distribución del trabajo de Summer en los Estados Unidos, y más tarde en la mayoría de las naciones. El Presidente Neil Bogart tenía un interés particular que Summer representara la imagen de una rica, sexual y poderosa fantasía que había marcado con esta canción. Cuando Summer se estableció en los Estados Unidos, Bogart y su esposa Joyce (que también se convirtió en mánager de Summer) se convertiría en amigo cercano de Donna, pero también comienzan a interferir en los aspectos de su vida personal, así como en su vida profesional. Con el tiempo Summer sintió que no tenía control sobre su vida y sufrió depresión e insomnio. Más tarde Donna se convertiría en una cristiana renacida y dejó de lado su imagen de estrella disco, Casablanca y Bogarts quedaron atrás y presentó una demanda contra ellos (la cual se resolvió con el tiempo). Fue en este momento cuando Summer tomó la decisión de dejar de lado esta canción para siempre. Unos veinticinco años después, Donna comenzaría a realizar una versión con nuevos arreglos de la canción en un concierto.

## Sencillos
- GE 7" sencillo (1975) Atlantic ATL 10625(N)[3]

1. «Love to Love You Baby» - 3:20
2. «Need-a-Man Blues» - 3:09

- SWE 7" sencillo (1975) Polar POS 1209[4]

1. «Love to Love You Baby» - 3:21
2. «Need-a-Man Blues» - 3:10

- CAN 7" sencillo (1975) Oasis OC 401X[5]

1. «Love to Love You Baby» - 3:22
2. «Need-a-Man Blues» - 3:12

- 7" sencillo (1975) Ariola 5016 575[6]

1. «Love to Love You Baby»
2. «Need-a-Man Blues»

- UK 7" sencillo (1975) GTO GT 17[7]

1. «Love to Love You Baby»
2. «Need-a-Man Blues»

- US 7" sencillo (1975) Oasis OC 401[8]

1. «Love to Love You Baby» - 4:57
2. «Love to Love You Baby» - 3:27

- AUS 7" sencillo (1975) Interfusion K-6273[9]

1. «Love to Love You Baby» - 3:27
2. «Need-a-Man Blues» - 4:40

- FRA 7" sencillo (1975) Atlantic 10.693[10]

1. «Love to Love You Baby» (Part. 1) - 3:27
2. «Love to Love You Baby» (Part. 2) - 4:57

- NL 7" sencillo (1975) Groovy GR 1211[11]

1. «Love to Love You»
2. «Need-a-Man Blues»

- ITA 7" sencillo (1976) Durium DE 2843[12]

1. «Love to Love You Baby» - 3:30
2. «Love to Love You Baby» (Strumentale) - 3:20

- UK 12" sencillo (1977) Casablanca CANX 1014 DJ[13]

1. «Love to Love You Baby» (Come On Over to My Place Version) - 16:50
2. «Love to Love You Baby» (Come Dancing Version) - 8:10

- UK 7" sencillo (1977) Casablanca CAN 1014[14]

1. «Love to Love You Baby» (Part One)
2. «Love to Love You Baby» (Part Two)

- UK 12" sencillo (1982) Casablanca CANX 1014, 811 047-1[15]

1. «Love to Love You Baby» (Come On Over to My Place Version) - 16:50
2. «Love to Love You Baby» (Come Dancing Version) - 8:10

- GE CD (1990) Mercury 874 395-2[16]

1. «Love to Love You Baby» - 4:15
2. «I Feel Love» - 5:39
3. «Bad Girls» - 3:54
4. «On the Radio» (Long Version) - 5:51

## Listas
| Lista/País (1975/76)          | Posición más alta | Período    |
| ----------------------------- | ----------------- | ---------- |
| ARIA Singles Chart            | 4                 |            |
| Alemania                      | 6                 |            |
| Ö3 Austria Top 40             | 9                 | 24 semanas |
| FIMI Italia                   | 11                |            |
| IRMA Irlanda                  | 11                |            |
| Noruega                       | 2                 | 14 semanas |
| Nueva Zelanda                 | 8                 | 11 semanas |
| Países Bajos                  | 13                | 6 semanas  |
| Suecia                        | 5                 | 11 semanas |
| Suiza                         | 6                 | 10 semanas |
| UK Singles Chart              | 4                 | 9 semanas  |
| Billboard Hot 100             | 2                 | 2 semanas  |
| Billboard Hot Dance Club Play | 1                 | 4 semanas  |
| Billboard Hot Soul Singles    | 3                 |            |

## Sucesión
| Predecesor: "Casanova Brown" / "(If You Want It) Do It Yourself" / "How High the Moon" de Gloria Gaynor | Billboard Hot Dance Club Play - Sencillo número uno 25 de octubre de 1975 - 15 de noviembre de 1975 | Sucesor: "I Love Music" de The O'Jays |

## Relanzamiento de 1983
Tras el éxito en las listas dance del remix de Patrick Cowley de la canción "I Feel Love" en 1982, Casablanca Records y PolyGram reeditó su primer sencillo "Love to Love You Baby". Sin embargo el sencillo no tuvo ningún impacto en las listas y fue el último sencillo que relanzó durante los 80. En 1984 la discográfica Casablanca fue cerrada por PolyGram.

## Versiones
- Bronski Beat grabó la canción en un medley con "Johnny Remember Me" y "I Feel Love" de Donna Summer en 1985.
- Samantha Fox grabó la canción en un medley con otro hit disco, "More, More, More" de Andrea True, en su álbum Just One Night en 1991.
- No Doubt hizo un cover de la canción para la banda sonora de Zoolander.
- La artista Sam Taylor-Wood, bajo el disfraz de Kiki Kokova, colaboró con los Pet Shop Boys en una edición limitada en 12" de "Love to Love You Baby" en el 2003.
- TLC hace un sample del estribillo en su controversial sencillo "I'm Good at Being Bad" de su álbum FanMail. La letra de la canción era tan sucia que Donna les pidió que retirasen el sample de la canción. Tras las presiones, esa parte de la canción fue retirada en otra versión del álbum.
- Beyoncé Knowles también realizó un sample de la canción en su hit "Naughty Girl" del álbum Dangerously in Love (2003).
- El DJ francés David Vendetta hizo otro sample que se convirtió en un éxito en los clubs en el 2006.
- The Ritchie Family cantó una parte de "Love to Love You Baby" en su medley "The Best Disco in Town".
- Tom Tom Club versionó la canción en su álbum The Good the Bad and the Funky.
- "Love to Love You Baby" aparece brevemente en la serie estadounidense de televisión Eight is Enough, interpretada por la banda local de un personaje en la serie.
- La canción también fue utilizada brevemente en la película ¡Por fin es Viernes! (1978).